# دهستان اسماعیل‌آباد (بهارستان)
دهستان اسماعیل‌آباد دهستانی در بخش بوستان شهرستان بهارستان، استان تهران است. براساس سرشماری مرکز آمار ایران در سال ۱۳۸۵، جمعیت آن ۳۵ نفر (۱۰ خانوار) بوده‌است.